# 国道20号 (韩国)

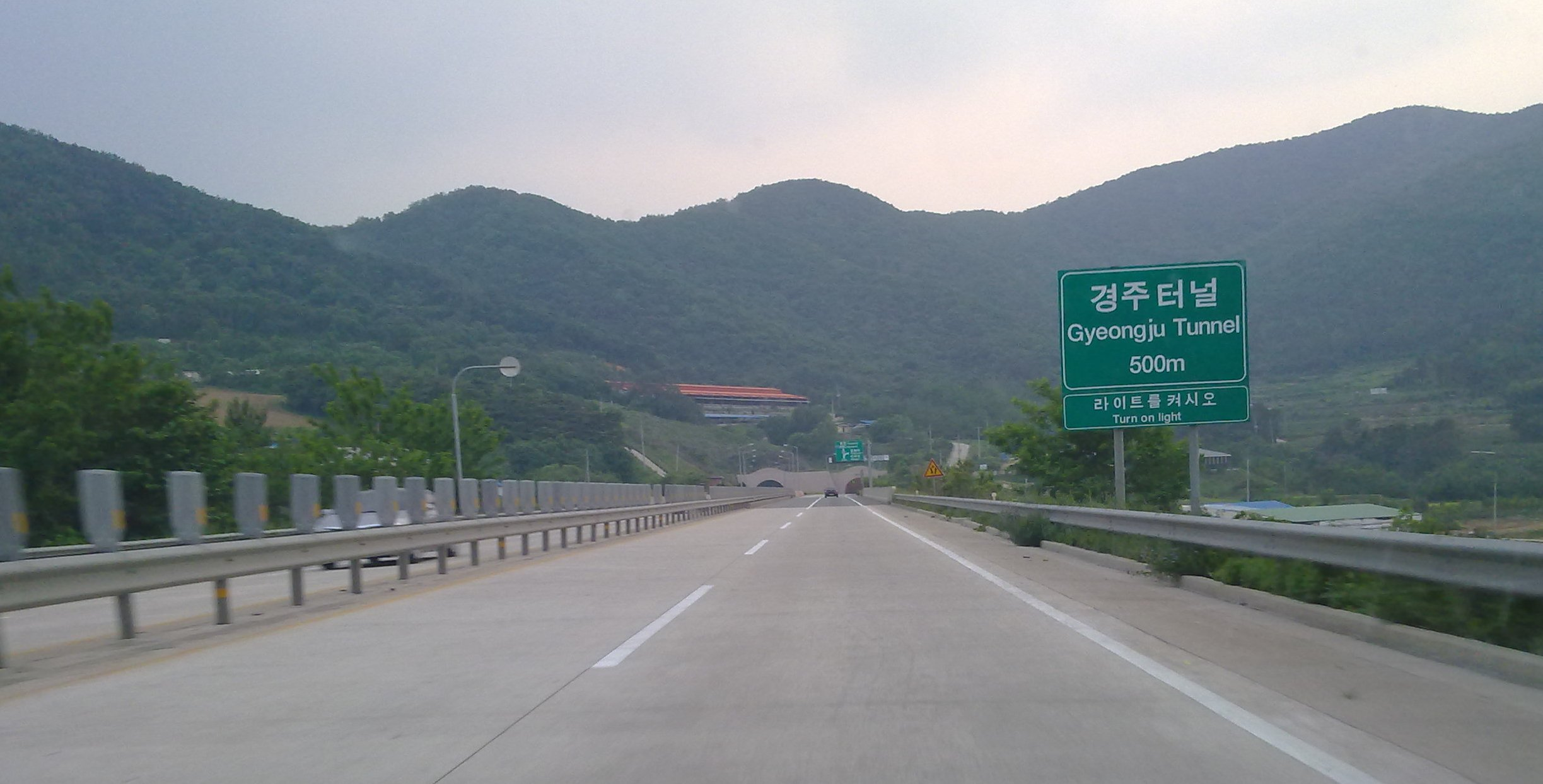
庆州隧道入口

国道20号（韓語：국도 제20호선），又称昌原－清州线（韓語：산청～포항선），是大韩民国的一条南北向国家级公路。路线北起庆尚北道浦项市南区（与国道4号、国道31号和国家支援地方道20号相连），南至庆尚南道山清郡矢川面（与地方道1047号相连），其全线全长约230.2千米，于1981年3月14日开始规划建设，1981年5月8日开通部分路段。

## 主要途径城市

### 庆尚南道
山清郡 - 宜宁郡 - 陕川郡 - 昌宁郡

### 庆尚北道
清道郡 - 庆州市 - 浦项市

## 主要途径道路
- 京釜高速公路（亚洲公路1号线）
- 咸阳蔚山高速公路
- 统营大田高速公路
- 中部内陆高速公路
- 国道3号
- 国道4号
- 国道7号
- 国道24号
- 国道25号
- 国道31号
- 国道33号
- 国道35号
- 国道58号
- 国道59号（朝鲜语：국도 제59호선）
- 国道79号（朝鲜语：국도 제79호선）
- 60国家支援地方道60号（朝鲜语：국가지원지방도 제60호선）
- 67国家支援地方道67号（朝鲜语：국가지원지방도 제67호선）
- 69国家支援地方道69号（朝鲜语：국가지원지방도 제69호선）